# Fredrik Melander
Fredrik Melander er en fiktiv person, som er med i de 10 bøger, Roman om en forbrydelse, skrevet af det svenske ægtepar Maj Sjöwall og Per Wahlöö mellem 1965-1975.
Frederik Melander er, sammen med Lennart Kollberg, kollegaer til hovedpersonen Martin Beck.
Melander er kendt og højt respekteret for sin klæbehjerne, han husker enkelte detaljer fra selv flere år gamle sager. Han er en meget højt anset efterforsker i mordkomissionen.